# Johann Ernst Gustav von Roehl
Johann Ernst Gustav von Roehl (* 26. Dezember 1799 in Berlin; † 3. August 1867 auf der Festung Ehrenbreitstein) war ein preußischer General der Infanterie.

## Leben

### Herkunft
Seine Eltern waren der preußische Generalmajor Ernst Andreas von Röhl (1761–1830) und dessen Ehefrau Friedrike Wilhelmine, geborene von Fiebig (1765–1838).

### Militärkarriere
Roehl besuchte das Gymnasium zum Grauen Kloster und trat am 1. März 1814 als Kanonier in die brandenburgische Artilleriebrigade der Preußischen Armee ein. Im Sommerfeldzug von 1815 nahm er an den Schlachten von Ligny und Waterloo. Für Ligny erhielt er das Eiserne Kreuz II. Klasse. Dazu nahm er an den Belagerungen von Maubeuge, Namur, Landrecies, Philippeville, Rocroi und Givet teil. Am 9. Juni 1815 wurde er Sekondeleutnant und am 23. Mai 1816 kam er zur 7. Artillerie-Brigade. 1816/17 war Roehl an die Vereinigte Artillerie- und Ingenieurschule und im Anschluss bis 1819 zur Lehr-Eskadron kommandiert. Dann am 23. April 1822 wurde er zum Premierleutnant befördert. Von 1824 bis 1826 war er Adjutant der 2. Artillerie-Inspektion. Am 31. März 1831 wurde er zum Hauptmann befördert. Am 13. Oktober 1841 wurde er dann Artillerieoffizier in Köln. Seine Beförderung zum Major der 8. Artillerie-Brigade erfolgte am 27. Februar 1844. Am 6. April 1848 wurde er zum zweiten Kommandanten von Koblenz und der Festung Ehrenbreitstein ernannt. Am 24. Mai 1848 wurde er dann der 8. Artillerie-Brigade zugeordnet und von dort am 16. Juni 1830 als Kommandant in die Festung Jülich versetzt. Dort wurde er am 23. März 1852 Oberstleutnant und am 22. Juli 1852 Kommandeur des Garde-Artillerie-Regiments. Am 17. Februar 1855 erhielt er ein Geschenk von 200 Talern für den Umzug von Jülich nach Berlin. Am 22. März 1855 wurde er dann Oberst. Am 4. April 1857 wurde er dann erster Kommandant von Koblenz und Ehrenbreitstein, dann am 19. April 1857 Generalmajor. Am 14. Mai 1868 wurde er zum Inspekteur der 4. Artillerie-Inspektion ernannt. Er war Mitglied der Berliner Freimaurerloge Zum Pegasus.
Am 2. März 1861 erhielt er das Großkomturkreuz des Oldenburgischen Haus- und Verdienstordens des Herzogs Peter Friedrich Ludwig. Noch am 18. Oktober 1861 wurde er zum Generalleutnant ernannt. Am 17. März 1863 erhielt Roehl den Roten Adlerorden I. Klasse mit Eichenlaub. Zur Feier seines 50-jährigen Dienstjubiläum am 1. März 1864 wurde er mit dem Kronenorden I. Klasse ausgezeichnet. Kurz darauf stellte man Roehl am 5. April 1864 mit Pension zur Disposition.
Während der Mobilmachung für den Krieg von 1866 wurde er am 17. Mai 1866 zum stellvertretenden Kommandierenden General des VIII. Armee-Korps ernannt. Von dieser Stellung am 8. September 1866 entbunden, erhielt Roehl am 3. Januar 1867 den Charakter als Generals der Infanterie.
Von Roehls Grab ist auf Feld 3 des Friedhofs in Koblenz-Ehrenbreitstein erhalten.

### Familie
Roehl hatte sich am 2. Mai 1824 in Köln mit Therese Karoline Helene Johanne Georgeon (1800–1875) verheiratet. Sie war die Tochter des französischen Generals Georgeon. Das Paar hatte mehrere Kinder, darunter Ernst (1825–1881), preußischer Major und Paläobotaniker.